# 관로 (전한)
관로(管路, ? ~ ?)는 전한 후기의 유학자로, 낭야군 사람이다.

## 행적
소광·안안락을 사사하였고, 어사중승(御史中丞)을 지냈다. 제자로 손보를 두었다.

## 출전
- 반고, 《한서》 권88 유림전